# Scheffel-Gymnasium Bad Säckingen
Das Scheffel-Gymnasium ist ein staatliches Gymnasium in Bad Säckingen. Es ist nach dem im 19. Jahrhundert viel gelesenen deutschen Schriftsteller Joseph Victor von Scheffel benannt. Im Schuljahr 2010/11 zählte das Scheffel-Gymnasium etwa 830 Schüler in 35 Klassen und 77 Lehrkräfte.

## Geschichte
Das Gymnasium beruft sich auf die fortlaufende Lehrtradition einer Knabenschule (Stadtschule) seit 1381. Im Jahre 1853 wurde die Volksschule im Rathaus eröffnet und 1863 zu einer „Höheren Bürgerschule“ erweitert. 1879 wurde die Höhere Bürgerschule wie die Volksschule in die neuerrichtete Hindenburgschule verlegt. 1909 erfolgte die Umbenennung in Realgymnasium. 1929 siedelte die Schule als Realprogymnasium in die Villa Bally um und erhielt 1930 die Bezeichnung „Scheffel-Realgymnasium“. Nach einer weiteren Umbenennung in „Scheffelschule, Oberschule für Jungen“ wurde das Gymnasium 1938 „Vollanstalt“. 1955 wurde ein Neubau bezogen und 1964 die Turnhalle eingeweiht. 1976 wurde die Villa Bally abgerissen, um Platz für die Erweiterungsbauten von 1978 und 2002 zu schaffen. Zum Schuljahr 2012/2013 wurde die Mensa der Schule eingeweiht.

## Profil
Ab der fünften Jahrgangsstufe wird Englisch, ab der sechsten Französisch bzw. Latein unterrichtet. Ab der achten kann zwischen Spanisch, Musik oder Naturwissenschaft und Technik gewählt werden.
Arbeitsgemeinschaften gibt es u. a. in Latein (Ziel: Ergänzungsprüfung für das Latinum), Informatik, Musik (Gospelchor, Unterstufenchor, Orchester, Big-Band sowie verschiedene Projektensembles), Theater und Sport (Volleyball, Fußball).

## Einzugsgebiet
Die Schüler kommen aus einem sich in Ost-West-Richtung von Laufenburg bis Schwörstadt und in Süd-Nord-Richtung vom Rhein bis in die Höhe von Herrischried erstreckenden Einzugsgebiet.

## Ehemalige Schüler
- Thorsten Frei (* 1973), Politiker (CDU), Abitur 1992